# Classe Bourrasque
La classe Bourrasque est une série de douze torpilleurs de la marine nationale française (tranche 1923) et entrée en service de 1926 à 1928. Chaque unité porte le nom d'un vent.

## Caractéristiques

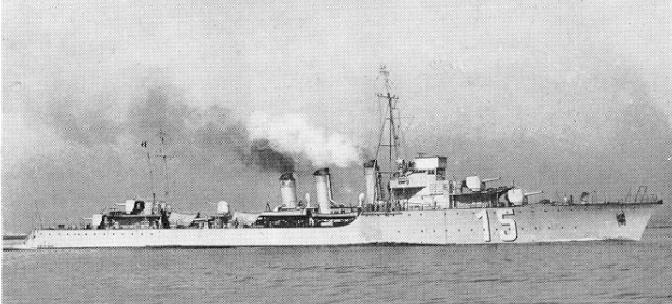
LOuragan à son neuvage.

Les 26 torpilleurs dits de 1 500 tonnes familièrement appelés les 3 tuyaux furent les premiers torpilleurs construits après la Première Guerre mondiale. Ils appartenaient à deux classes pratiquement identiques, les 12 Bourrasque et les 14 L'Adroit. Ils étaient contemporains mais légèrement plus puissants que les nouveaux destroyers britanniques Classe V et W.
Deux unités seront livrés à la Marine polonaise sous le nom de classe Wicher, le ORP Wicher et le ORP Burza.

## Navires
| Nom        | Chantier naval                                   | Lancement        | Mise en service | Fin de service             |
| ---------- | ------------------------------------------------ | ---------------- | --------------- | -------------------------- |
| Bourrasque | Chantiers de France à Dunkerque                  | 5 août 1925      | août 1926       | coulé le 30 mai 1940       |
| Cyclone    | Forges et chantiers de la Méditerranée, Le Havre | 21 janvier 1925  | Juin 1926       | sabordé le 18 juin 1940    |
| Mistral    | Forges et chantiers de la Méditerranée, Le Havre | 6 juin 1925      | Juin 1927       | Désarmé en février 1950    |
| Orage      | CNF, Caen                                        | 30 août 1924     | Décembre 1926   | Coulé le 23 mai 1940       |
| Ouragan    | CNF, Caen                                        | 6 décembre 1924  | Janvier 1927    | Désarme en avril 1949      |
| Simoun     | Chantiers de Penhoët, Saint-Nazaire              | 3 juin 1924      | avril 1926      | Désarmé le 17 février 1950 |
| Siroco     | Chantiers de Penhoët, Saint-Nazaire              | 3 octobre 1925   | Juillet 1927    | Coulé le 31 mai 1940       |
| Tempête    | Chantiers Dubigeon, Nantes                       | 22 février 1925  | septembre 1926  | Désarmé en février 1950    |
| Tornade    | Dyle et Bacalan, Bordeaux                        | 13 mars 1925     | Mai 1928        | Coulé le 8 novembre 1942   |
| Tramontane | Forges et chantiers de la Gironde, Bordeaux      | 29 novembre 1924 | Avril 1926      | Coulé le 8 novembre 1942   |
| Trombe     | Forges et chantiers de la Gironde, Bordeaux      | 29 décembre 1925 | Octobre 1927    | Désarmé en février 1950    |
| Typhon     | Forges et chantiers de la Gironde, Bordeaux      | 22 mai 1925      | Juin 1926       | Coulé le 9 novembre 1942   |

## Au combat
Quatre unités sont perdues en 1940 :
L'Orage le 23 mai, coulé par des bombardiers allemands 67 soldats et marins seront sauvées par le chasseur 42. 
La Bourrasque (Capitaine de frégate Fouqué) est coulé par des tirs d'artillerie depuis la batterie allemande de la plage de Nieuport, le 30 mai lors de l'évacuation des troupes à Dunkerque. A posteriori, un tribunal de guerre a finalement innocenté le capitaine de frégate Fouqué en infirmant la version selon laquelle le bateau avait été conduit dans un champ de mines. 800 soldats et marins seront sauvées par le torpilleur de 600 tonnes Branlebas, deux chalutiers anglais, le Ut Prosim, patron W. Reaich, et le Yorkshire Lass, commandé par l'EV de 1ère classe E. H. G. Hope, ainsi le bateau anglais Bat
Le Siroco (capitaine de frégate de Toulouse Lautrec) est coulé le 31 mai par des vedettes lance-torpilles allemandes engagées dans cette même opération. 270 soldats et marins seront sauvées par le sloop britannique Widgeon, les chalutiers britanniques Stella Dorado et Wolves, le destroyer polonais Bylyskawica . 
Le Cyclone (Capitaine de frégate Urvoy de Portezamparc) est avarié le 30 mai par deux vedettes lance-torpilles allemandes. L'étrave arrachée, il rejoint Brest en marche arrière où il est sabordé le 18 juin pour empêcher sa capture.
Le Mistral et l'Ouragan sont capturés par les Britanniques le 3 juillet 1940 lors de l'opération Catapult. Le Mistral continuera la guerre sous pavillon britannique. Quant à l'Ouragan, il sera d'abord armé par la Marine polonaise libre, puis il poursuivra la guerre sous pavillon français, après avoir été restitué aux Forces navales françaises libres.
Le Typhon, la Tornade et la Tramontane sont perdus au combat dans une lutte inégale contre les cuirassés et les croiseurs alliés, lors de l'opération Torch du 8 novembre 1942 à Oran.
Le Simoun et la Tempête, basés à Casablanca, rejoignent les Alliés en novembre 1942 puis escortent les convois en Méditerranée jusqu'à la Libération.
La Trombe est le seul de cette classe sabordé à Toulon le 27 novembre 1942. Il est renfloué par la Regia Marina qui l'utilise sous le nom de FR31 et le restitue à la marine nationale durant l'été 1943 après l'armistice de l'Italie avec les Alliés.

## Galerie

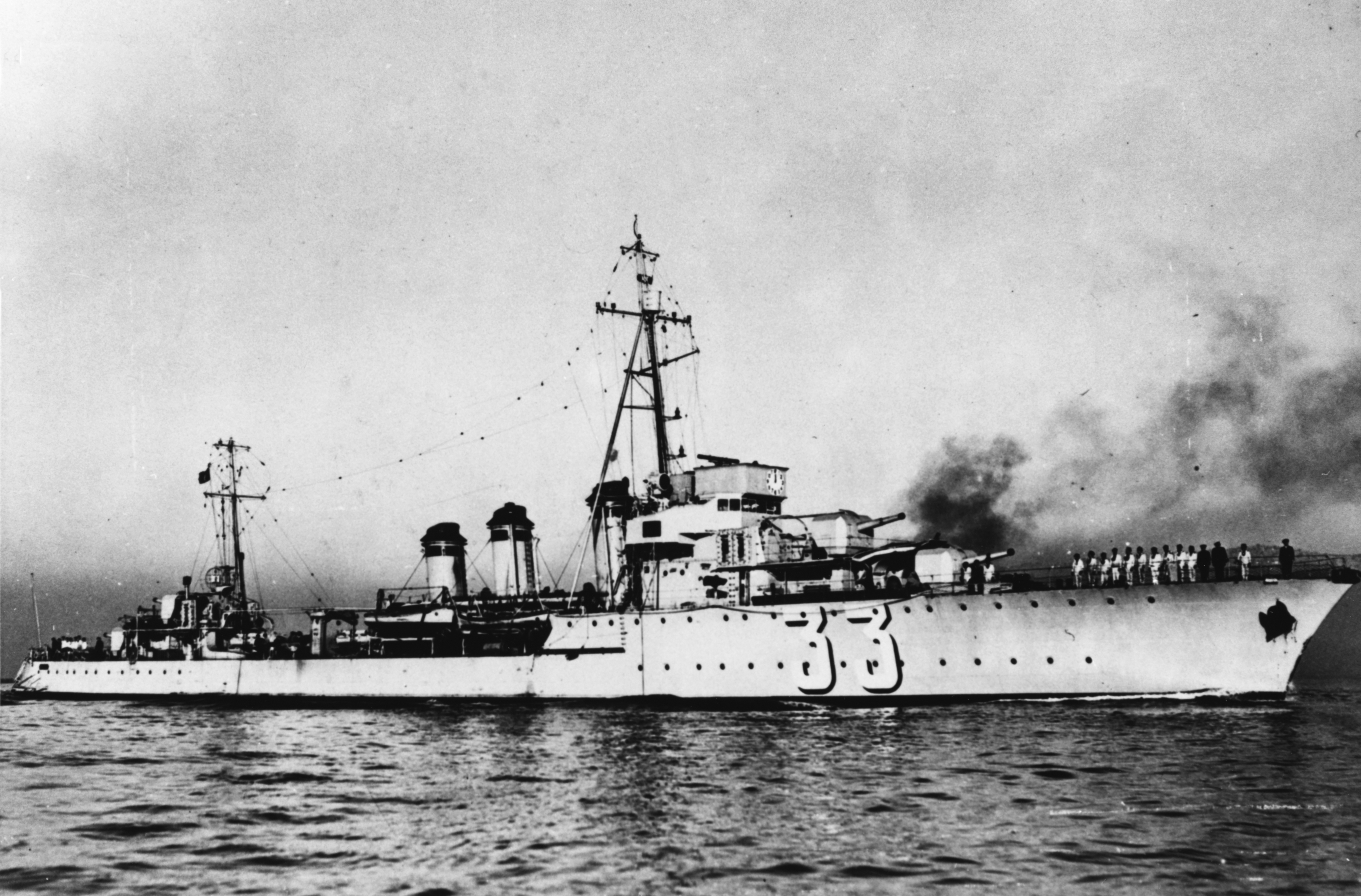
Bourrasque
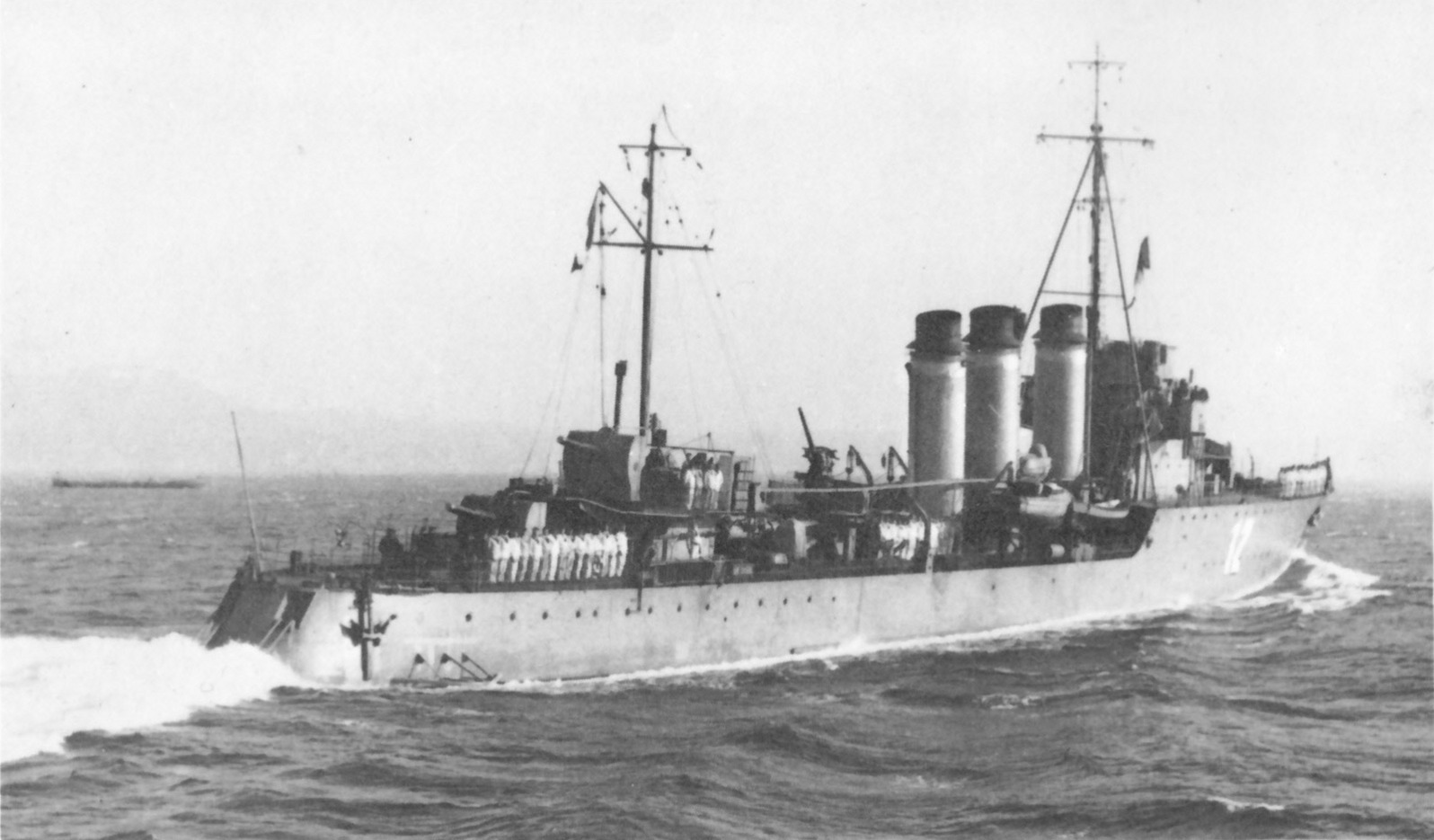
Bourrasque
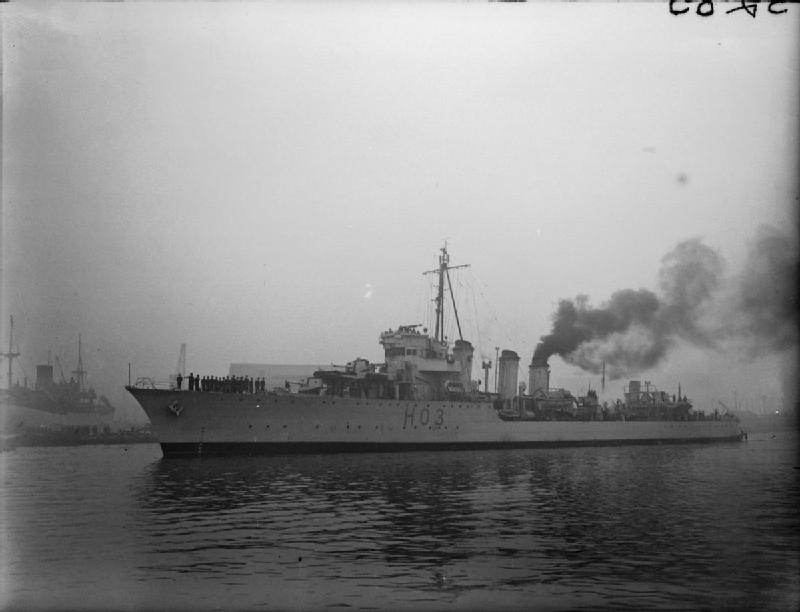
Mistral
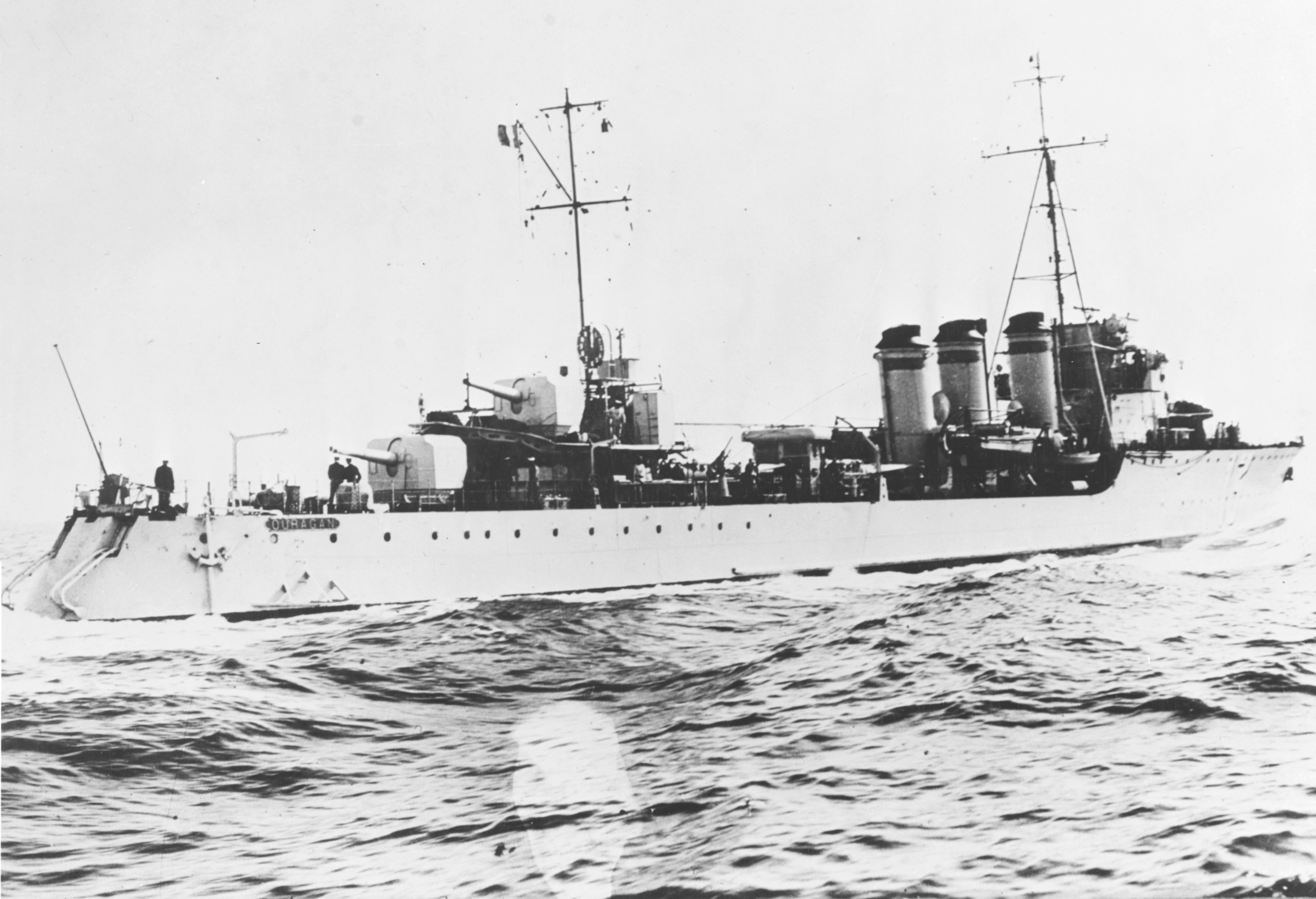
Ouragan
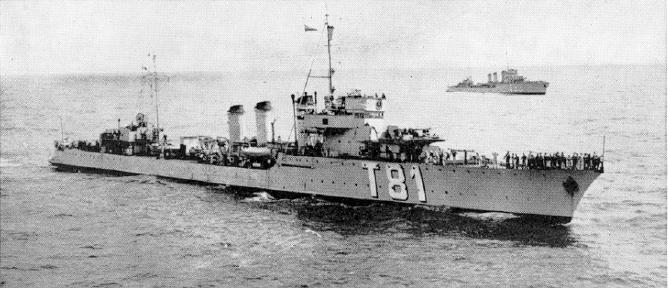
Simoun
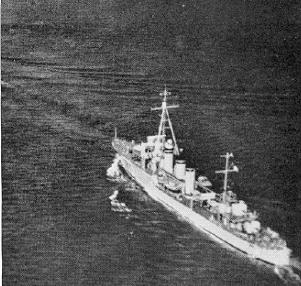
Simoun
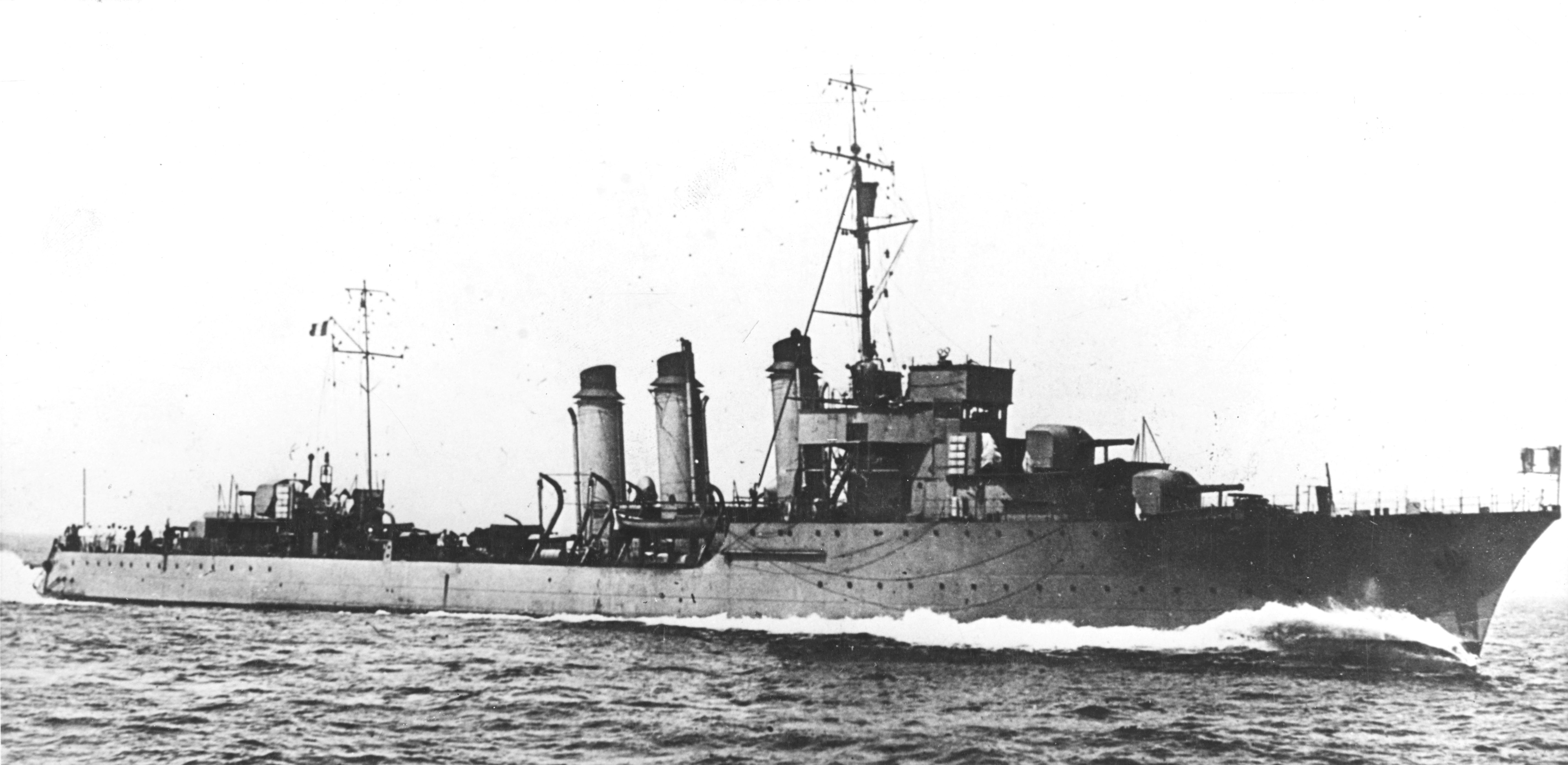
Siroco